# Kiyokawa
Kiyokawa (jap. 清川村 Kiyokawa-mura) – wieś w Japonii, na wyspie Honsiu, w prefekturze Kanagawa. Według danych na rok 2020 miejscowość zamieszkiwało 3 038 mieszkańców , a gęstość zaludnienia wyniosła 42,6 os./km².